# Psychotria pleiocephala
Psychotria pleiocephala är en måreväxtart som beskrevs av Johannes Müller Argoviensis. Psychotria pleiocephala ingår i släktet Psychotria och familjen måreväxter. Inga underarter finns listade i Catalogue of Life.